# Franz Martin (Bildhauer)
Franz Xaver Martin (* 5. Januar 1904 in Würzburg; † 2. März 1959 ebenda) war ein deutscher Bildhauer und der ältere Bruder des Kunstmalers Ludwig Martin.

## Leben
Franz Martin wuchs in einer für Kunst und Künstler aufgeschlossenen Familie auf. Sein Vater Theodor Martin war Buchbindermeister, der Wissen und Erfahrung gern in den Fachklassen seines Handwerkes weitergab. Er sah den künstlerischen Tatendrang seines Sohne nicht ungern und ermunterte ihn, seine Fähigkeiten zu vervollkommnen und zu nutzen. Nach Absolvierung der Schule fand Franz im Jahre 1919 bei dem damals bekanntesten Bildhauer-Meister Ludwig Sonnleitner in Würzburg eine Lehrstelle, bei der auch die Würzburger Bildhauerin und Malerin Emy Roeder (1890–1971) in der Lehre war. Bei Sonnleitner lernte Franz Martin in Stein und Holz zu arbeiten. Seine Lehrzeit war 1923 beendet, aber er blieb noch einige Jahre. Nebenher besuchte er die Zeichen- und Modellierklassen des Polytechnischen Zentralvereins in Würzburg. Sein Talent verhalf Franz Martin zu einem Stipendium an der Nürnberger Kunstschule. Von 1927 bis 1930 war er dort Schüler von Professor Wilhelm Nida-Rümelin und fand zu sich und seinem Stil. Von 1930 bis 1932 besuchte er die Kunstakademie Berlin und erfuhr bei Professor Gries Wesentliches für seine spätere künstlerische Arbeit.
1932 heiratete Franz Martin in Würzburg, kam zuerst im Atelier bei Bildhauer Amann unter, und hatte später ein kleines Atelier in der Ziegelaustraße. 1939 wurde er zur Wehrmacht eingezogen und war von 1945 bis 1947 im Kriegsgefangenenlager in Metz interniert.
Von 1947 bis 1949 war die Familie nach Buchbrunn bei Kitzingen evakuiert. 1949 konnte sie wieder zurück nach Würzburg-Heidingsfeld. Hier hatte Franz Martin ein Atelier in der Klosterstraße. 1955 war der Umzug in die Domerpfarrgasse in Würzburg und er bekam ein Atelier in der Heinestraße hinter der Kirche Stift Haug.
Franz Martin arbeitete hauptsächlich in Zeiler Sandstein, aber auch in Eichenholz. Viele Arbeiten wurden in Bronze gegossen.

## Werke (Auswahl)
- Madonna aus Sandstein in der katholischen Kirche Sankt Josef im bayrischen Königsberg[2]
- 1936: Pieta für die Hl.-Kreuz-Kirche in Würzburg-Zellerau in Eichenholz
- 1949: Hl. Cäcilia für die Kirche St. Laurentius in Würzburg-Heidingsfeld (Relief)
- 1950: schuf er eine „Altarwand“ für die Kirche in Niederwerrn bei Schweinfurt, die bei einer Renovierung 1981 entfernt und durch ein Kreuz ersetzt wurde.
- 1951: für städtische Wohnblocks sieben sogenannte „Schlusssteine“ mit Büsten von Oberbaudirektor Balthasar Neumann (1687–1753) und Künstlern seiner Zeit, die auch an der Ausgestaltung der Würzburger Residenz beteiligt waren, wie u. a. Joh. Georg Oegg (Hofschlosser), Jakob von Auvera (Hofbildhauer), Giov. Bapt. Tiepolo (Maler aus Venedig)
- 1954: Heilige Familie auf der Flucht nach Ägypten, ein Relief aus Sandstein für die Stirnseite eines Hauses am Josefsplatz in Würzburg
- 1955: Hl. Judas Thaddäus in Eichenholz zum Jubiläum der Kirche St. Josef in Würzburg, Stadtteil Grombühl
- 1955: Madonna mit Kind an der Begrenzungsmauer der Ursulinenschule
- Madonna mit Kind für das Jugendhaus Volkersberg in der Rhön
- Für die Außenwand der Kapelle der Gefallenen im städtischen Friedhof Würzburg schuf Franz Martin ein großes Relief aus Sandstein mit dem Titel Die Flucht mit 4–5 Meter Länge und ca. 2 Meter Höhe.
- Christus und der ungläubige Thomas schnitzte er in hartem Eichenholz für die kleine evangelische Kirche aus dem 17. Jahrhundert in Uchenhofen im Landkreis Haßfurt.
- Eine Plastik Mädchen mit der Taube fertigte er für die Außenanlage der Lungenchirurgischen Klinik des Luitpoldklinikums Würzburg. Die etwas überlebensgroße Kalksteinfigur gewann den ersten Preis eines vom Universitätsbauamt ausgeschriebenen Wettbewerbes. Nach Umbau des Universitätsklinikums steht sie nun im Garten hinter dem Eingang zur Schmerzambulanz.
- Für den Außenbereich des Mozartgymnasiums schuf er die Plastik Mädchen mit Trinkschale aus Zeiler Sandstein.
- Für die Fränkische Wohnungsgenossenschaft St.-Bruno-Werk fertigte er zahlreiche Reliefs, die über den Eingangstüren der Wohnhäuser Seilerstraße und Seegartenweg in Würzburg-Heidingsfeld angebracht sind.
- Für eine Kölner Neubausiedlung fertigte er eine überlebensgroße Figur Mädchen mit Gans.

Seine letzte Plastik schuf Franz Martin 1958 wenige Monate vor seinem Tod. Es war das Sandsteinrelief des Heiligen Sebastian von 1958 über dem Hauptportal der Kirche in Breitenbrunn bei Stadtprozelten. Er wählte bewusst nicht die übliche Darstellung des mit Pfeilen durchbohrten Hl. Sebastian, sondern seine „Auffindung durch vorübergehende Frauen“.

### Ausstellungen
- Ausstellungen im „Spitäle“ Würzburg von der Vereinigung Kunstschaffender Unterfrankens e. V. (VKU) in den Jahren 1969, 1973 und 1983.
- Unterausstellung unter dem Titel Kunst am Bau der 1950er Jahre in Würzburg von Dr. Suse Schmuck im Rahmen der Ausstellung Würzburg und die Kunst der 50er Jahre im Kulturspeicher Würzburg vom 13. November 2010 – 13. Februar 2011[4]